# Bukit Nibung
Bukit Nibung is een bestuurslaag in het regentschap Lebong van de provincie Bengkulu, Indonesië. Bukit Nibung telt 210 inwoners (volkstelling 2010).